# Levi Miller

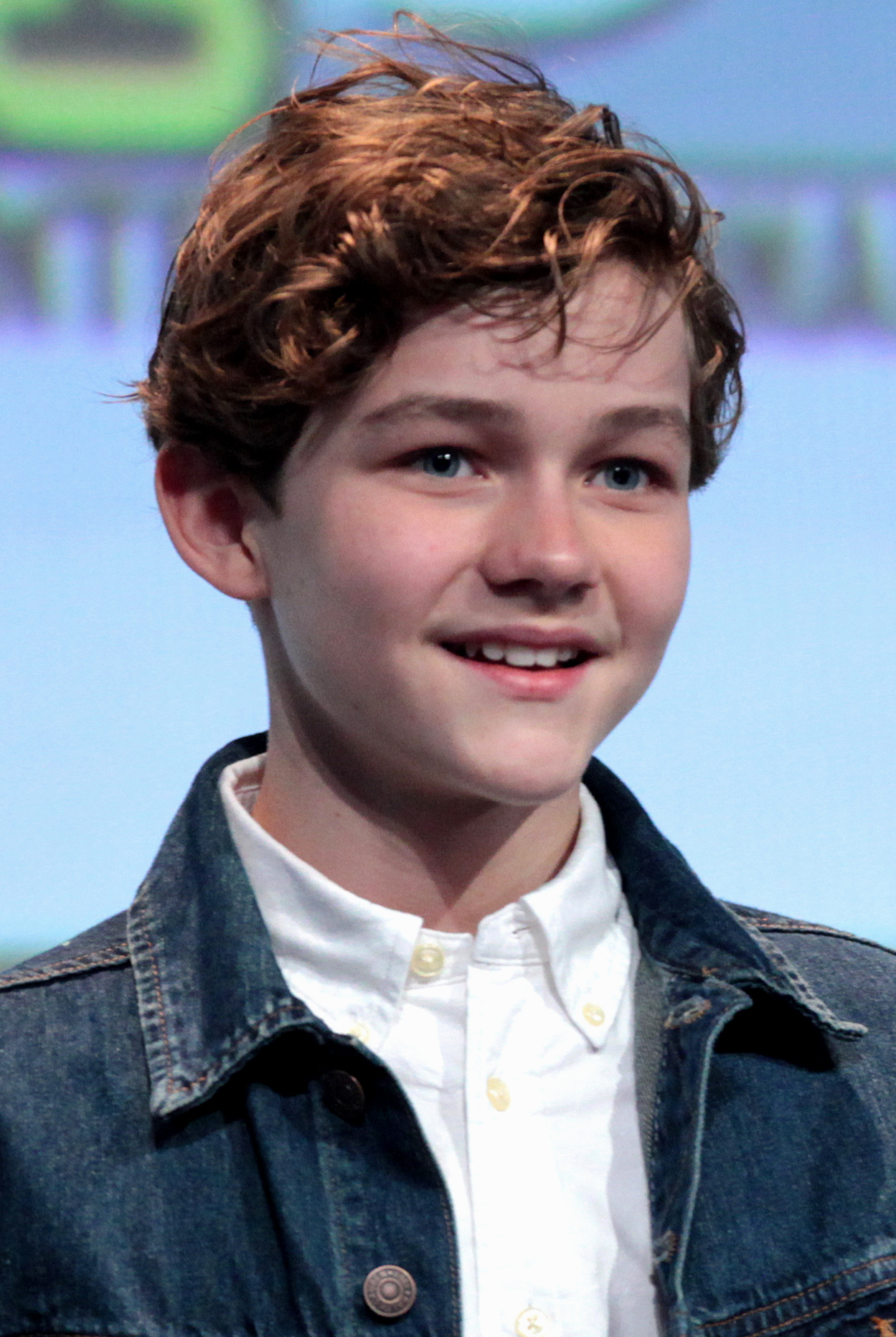
Levi Miller (2015)

Levi Zane Miller (* 30. September 2002 in Brisbane, Australien) ist ein australischer Schauspieler und Model. In seinem Spielfilmdebüt als Hauptdarsteller spielt er die Hauptrolle des Peter Pan in dem Film Pan (2015).

## Karriere
Miller wuchs im Brisbaner Vorort Greenslopes auf und hat zwei Schwestern, Tiarnee und Brittany. Vor seinem Auftritt in Pan spielte er bereits im Film A Heartbeat Away (2012) mit Sebastian Gregory, Isabel Lucas und William Zappa sowie in Kurzfilmen wie Akiva (2010) und Great Adventures (2012). Darüber hinaus ist er ein Kindermodel für Ralph Lauren.
2016 übernahm Miller in Red Dog – Mein treuer Freund, einem Prequel zu Red Dog aus dem Jahr 2011, die Rolle des Mick. Im Jahr darauf war er in der gleichnamigen Verfilmung von Craig Silveys Roman Jasper Jones als Protagonist Charlie Bucktin zu sehen. Er spielte Calvin O’Keefe in Ava DuVernays Fantasyfilm Das Zeiträtsel (A Wrinkle in Time), der im April 2018 in die Kinos kam.

## Filmografie
- 2010: Akiva (Kurzfilm)
- 2011: A Heartbeat Away
- 2011: Terra Nova (Fernsehserie, Episode 1x09)
- 2012: Great Adventures (Kurzfilm)
- 2015: Pan
- 2016: Supergirl (Fernsehserie, Episode 1x05)
- 2016: Better Watch Out
- 2016: Red Dog – Mein treuer Freund (Red Dog: True Blue)
- 2017: Jasper Jones
- 2018: Das Zeiträtsel (A Wrinkle in Time)
- 2019: American Exit
- 2021: Streamline
- 2024: Kraven the Hunter